# Pinus banksiana
Pinus banksiana és una espècie de conífera de la família Pinaceae pròpia de l'est d'Amèrica del Nord; és una de les espècies del bioma de l'aspen parkland de l'Oest del Canadà.
A la part més a l'oest de la seva distribució, Pinus banksiana s'hibrida amb el Pinus contorta. L'epítet específic banksiana és pel botànic anglès Sir Joseph Banks.

## Descripció

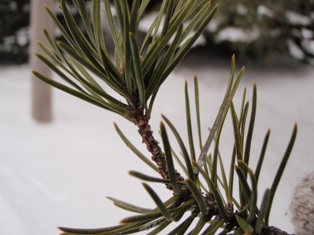
Fulles

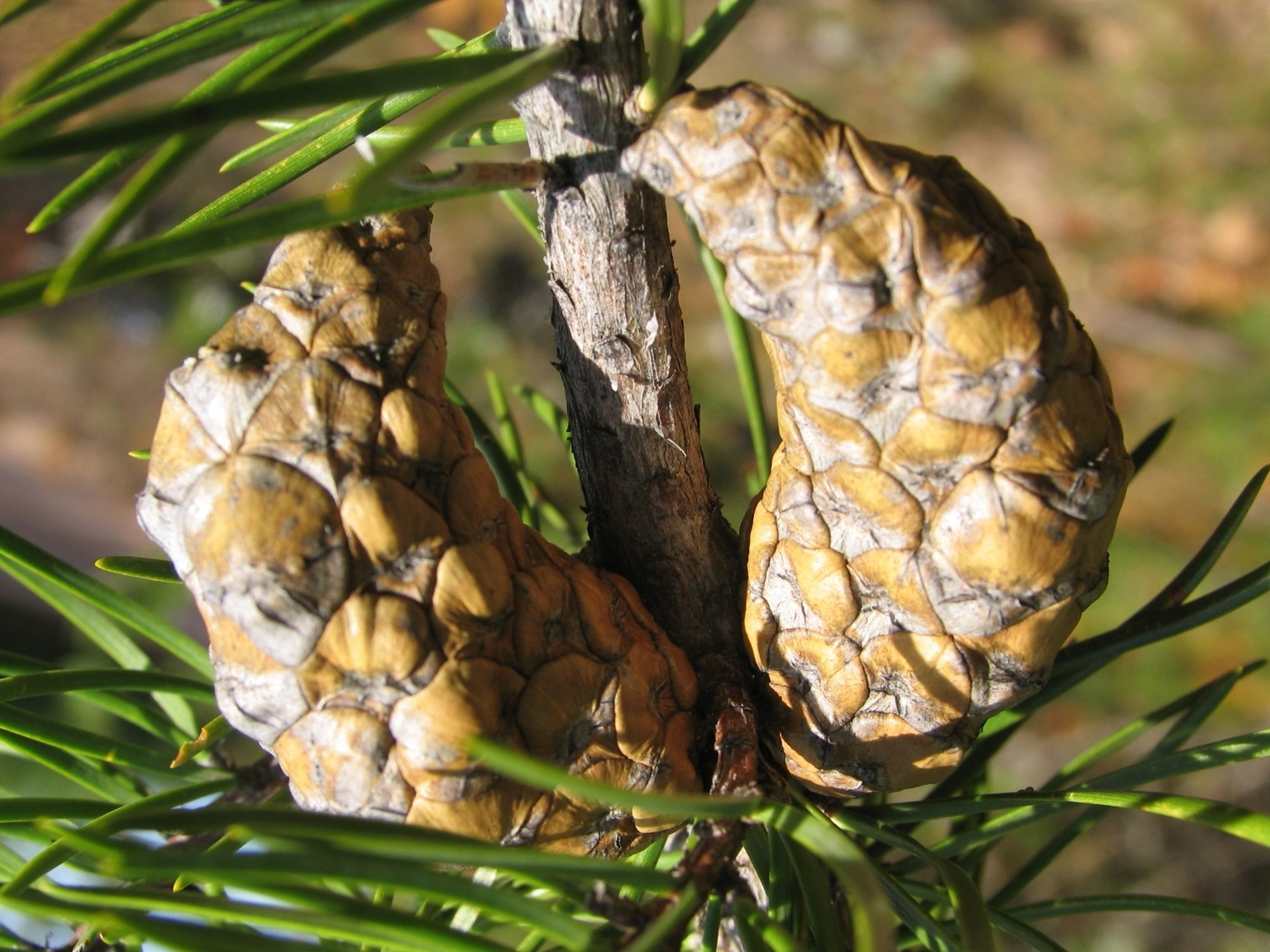
Pinyes madures

Pinus banksiana fa de 9 a 22 m d'alt. Alguns d'aquests pins prenen la forma arbustiva per les condicions pobres del sòl on creixen. Normalment són uns pins que no creixen rectes sinó de forma irregular tal com passa amb Pinus rigida. És un pi ben adaptat als incendis forestals i les seves pinyes resten tancades durant anys fins que el foc les fa obrir i germinen sobre les cendres. Les acícules foliars estan en grups de dos i fan 2-14 cm de llargada. Les pinyes fan uns 5 cm i estan corbades a les puntes.

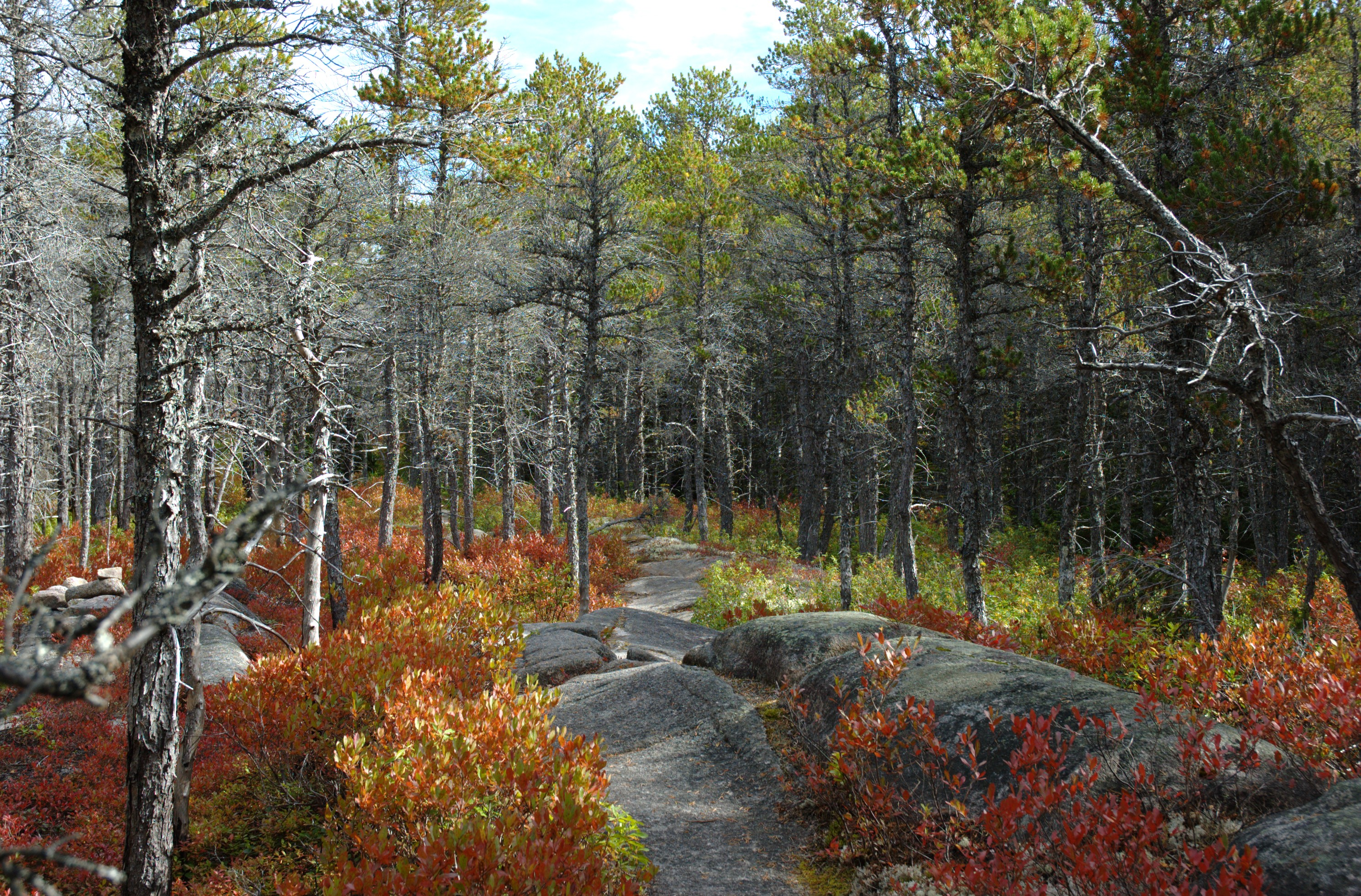
Bosc de P. banksiana amb una coberta de nabius (Vaccinium)

## Usos
Pinus banksiana té una fusta que té força nusos i no gaire resistent a la descomposició. S'usa per a fer paper i com a combustible, entre altres usos.